# 颱風珍珠 (2006年)
颱風珍珠（英語：Typhoon Chanchu，國際編號：0601，聯合颱風警報中心：02W，菲律宾大气地球物理和天文服務管理局：Caloy）是2006年太平洋颱風季第一個被命名的熱帶氣旋。「珍珠」是由澳門所提供的颱風名稱，是一種由軟體動物（主要是牡蠣）生產的硬的、圓滑的產物。珍珠一般被用在首飾和珍寶行業中，在中國也是藥材之一。
由於珍珠侵襲菲律賓、越南及中國南部等處，造成不少嚴重災情，2006年12月4日至9日舉行的第39次世界氣象組織颱風委員會會議中遂決定把珍珠這個名字退役。2007年2月澳門地球物理暨氣象局舉辦熱帶氣旋命名比賽以取代珍珠，於3月23日公佈5個候選名字：東望洋（Guia）、奧美高（Amigo）、三巴（Sanba）、沙度娜（Serradura）、醉龍（Zui-Long）。最後由三巴入選取代珍珠原先的命名順位。

## 氣象歷史
2006年5月8日，一個熱帶擾動在帛琉以北的太平洋海面形成。下午9時（UTC，下同），聯合颱風警報中心將它升格為熱帶低氣壓02W。
翌日，日本氣象廳將它升格為熱帶風暴，並將它命名為珍珠。
它繼續增強，在5月10日以強烈熱帶風暴強度登陸菲律賓，後進入南海，增強為颱風。
5月15日，聯合颱風警報中心將珍珠升格為超級颱風，但不足一天後便減弱為颱風。減弱後，珍珠開始朝東北方移動，趨向中國東部。
5月18日，它橫掃中國東部，並迅速減弱，後於第二天變為溫帶氣旋並移至東海。
台灣中央氣象局表示，颱風珍珠的L型奇特路徑，在該局60年來紀錄的五月颱風中絕無僅有。

## 影響

### 菲律賓

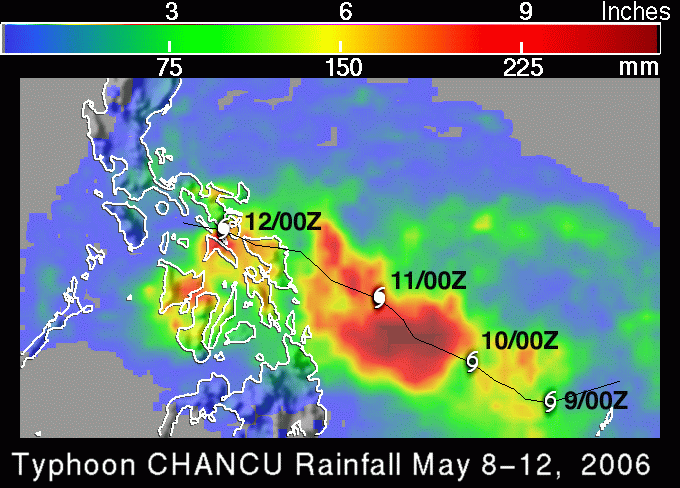
從5月8日到5月12日菲律賓海的總雨量，雨量最大的地區是珍珠行經的路徑（為颱風珍珠的位置）

珍珠在5月10-12日吹襲菲律賓，造成至少41人死亡，經濟損失約1,900,000美元。在中部馬斯巴特省對開海域一艘停在岸邊的渡輪被浪打沉，最少21人死亡，大部分死者是渡輪乘客，另外18人獲救。
在比科爾，強風水浸帶來的房屋倒塌令300家庭無家可歸。另在南莱特省索戈的六村莊共1,000人被山泥圍困，幸無傷亡。
在民都洛岛，颱風在5月13日導致河流水位上升並造成缺堤，四個村莊淹浸，水深及腰。此外一郵輪於因大風在塔布拉斯海峡湾附近下錨，但卻被大浪及大風把船吹至擱淺。
珍珠在菲律賓共造成至少600間房屋倒塌，超過3,500間房屋損毀。

### 越南
5月17日上午，在海南島以南約160海里（300公里）上共11艘漁船經過南中國海時被風浪打沉，298名漁民失蹤，當中有176人為峴港籍、95人為廣南省籍、27人為廣義省籍，並已證實37人死亡。中國駐越南大使胡乾文5月21日指出，中國方面救起約330名船員。
由於越南國家氣象中心沒提出警告說颱風會轉向，社會大眾跟死亡漁民家屬都指責氣象中心。當地人稱外國眾多氣象台皆警告颱風要轉向，只有越南堅稱不轉向引致災難；面對指責之下，越南天然資源及環境部於5月30日把國家氣象中心主任開除，並由一名在俄羅斯受訓之氣象預報員接替。

### 香港
- 當地評定之巔峰強度分級：（HKO）
- 當地評定之最高持續風速：185每小時（51每秒；100節）（十分鐘）
- 當地發出之最高熱帶氣旋警告信號： 三號強風信號

隨著珍珠在5月15日晚上進入香港800公里警戒範圍，香港天文台在5月15日晚上9時40分發出該年度首個一號戒備信號，當時珍珠位於香港以南約750公里。香港的天氣隨着珍珠的接近而變得不穩定，風勢亦逐步增強。5月16日晚上，香港離岸地區及高地的風力已達至強風水平，且有狂風驟雨，惟天文台仍表示會考慮在5月17日早上視乎維港風勢才發出三號熱帶氣旋警告信號。隨着珍珠移近，香港風力進一步增強，天文台於5月17日早上7時15分發出三號強風信號。三號信號發出後，維港風勢已
增強至強風的水平，而珍珠的外圍雨帶亦開始為香港帶來狂風驟雨。入夜後香港風力開始減弱，天文台在晚上9時15分改發一號戒備信號。5月18日清晨，珍珠已遠離香港，香港天氣亦好轉，天文台在上午4時40分取消所有熱帶氣旋警告信號。
在珍珠吹襲下，大老山、橫瀾島曾吹起偏北烈風；赤鱲角、大尾篤、長洲、啟德、九龍天星碼頭和北角的每小時平均風速達到強風程度。中環碼頭在5月17日深夜至5月18日凌晨才吹起偏西強風，惟當時天文台已經改發一號信號。因天文大潮關係，沙田城門河與鰂魚涌水位高漲，其中鰂魚涌水位在5月17日上午9時至下午1時曾上漲至海平面之上2.7米，並引發輕微水浸。

### 澳門
當地懸掛之最高熱帶氣旋信號： 三號風球
澳門氣象局於5月15日下午7時懸掛一號風球，而隨著風力增強，於5月16日下午6時30分懸掛三號風球。在5月17日午夜，氣象局根據資料顯示，颱風珍珠在凌晨凌時集結在本澳東南偏南375公里，並以每小時18公里穩定向北移動，正吹廣東省沿岸，隨著珍珠逐漸迫近，澳門的天氣將會逐漸明顯轉壞，間中有狂風和大驟雨，低窪地區會有水浸，氣象局預計以目前珍珠的移動途徑，如果未來數小時，颱風路徑不改變，風力將持續增強，氣象局會視乎風力，再決定是否改掛更高風球。至5月17日晚上8時除下所有熱帶氣旋信號。
跟香港一樣，5月16日傍晚後市面風力逐漸增強及大部分時間下雨，但雨勢不大。同日與翌日上午，路環市區海傍、內港海傍、22號碼頭與16號碼頭附近成澤國，水深至足踝，更有魚隨水沖至路上，幸情況不嚴重。而附近海面出現白頭浪，浪亦偶打上岸邊，民政總署同日起暫停開放竹灣泳池至20日下午重新開放。

#### 雨量
| 氣象站         | 信號懸掛期間總雨量(毫米) |
| -------------- | ------------------------ |
| 大潭山         | 11.8                     |
| 友誼大穚(南)   |                          |
| 大砲台山       | 8.0                      |
| 孫逸仙紀念公園 | 9.2                      |
| 九澳           | 12.8                     |
| 污水處理廠     | 10.2                     |
| 西灣大橋       |                          |

### 中國大陸
- 當地評定之巔峰強度分級：（CMA）
- 當地評定之最高持續風速：52每秒（101節；190每小時）（二分鐘）

#### 廣東
當地發佈之最高颱風預警信號： 颱風紅色預警信號
廣東省多個城市預期會受珍珠正面吹襲，如廣州周邊地區，包括深圳、珠海、汕頭、惠州、順德等20個市縣，海南海口至廣州及北海的航運已停航，粵海鐵路部分列車停開。
由於汕頭市氣象台預測珍珠在5月17日傍晚至夜間，在汕尾至饒平間沿海登陸並正面襲擊汕頭，珍珠成為57年以來五月正面吹襲汕頭的最大颱風，氣象台在5月16日晚上發出黃色信號，並於5月17日中午12點發出紅色信號。至5月18日晨，因颱風迅速減弱的關係，汕頭市氣象台在早上5時40分解除紅色颱風信號與黑色暴雨信號，而當天早上當地天色並偶有陽光。
汕頭市三防指揮部在5月17日早上發出緊急通知，要求在下午三時前撤離危險處，採石及採砂場停止運作；據《汕頭都市報》報道，至當天下午5时，共移離危險區域36812人，海上作業船隻船員、养殖人員13340人。全市各大中小及成人學校停課，翌日照常上課。5月17日下午4點半，汕頭海灣大橋等跨海大橋封橋，而汕頭機場取消23個進出港航班（絕大部分為國內航線如廣州、上海、北京等），火車往來照常。
颱風登陸汕頭期間，對汕頭市共造成八人死亡，其中兩名為兒童，兩名老人受傷。潮南區紅場鎮因暴雨引發泥石流沖垮三間房屋，三人死亡。在通往揭陽之間的北郊公園附近，192座平房出現水浸，水深達1.6米，近3000戶共6000多人被困，當局緊急抽調500名官兵疏散居民。共計廣東撤離居民32.7萬餘人；在南澳，數十艘漁船被暴風刮倒。風災致經濟損失25億5900萬元人民幣，全市共886,700戶受停電影響，至5月20日仍有小部分用戶未恢復供電。
珍珠於5月18日凌晨1时20分穿過南澳島，2时15分在澄海區到饒平縣交界地區登陸，登陸後隨即減弱。5月17日晚上7時多，隨颱風珍珠逼近，汕頭普遍降下大暴雨並刮起9至10級、陣風12級，雨量方面從5月16日晚上8時起計一整天，汕頭觀測站錄得187.1毫米的降雨量（由5月16日8時至18日8時計得雨量達425.3毫米），潮陽和南澳更錄得超過200毫米雨量。

#### 福建
5月18日凌晨四時半左右，福建漳州雲霄縣和平鄉半嶺村山體滑坡，兩棟房屋倒塌，共8人死亡，4人失蹤，同日10時50分，漳州市詔安縣關陂鎮馬坑村一山體塌下，造成一排民居倒塌，5人死亡多人受傷。幾乎同時泉州市安溪縣長坑鄉田中村一山體滑坡致房屋壓塌，兩名女孩死亡。颱風合共造成20人死亡、4人失蹤、18人受傷。
據省防汛辦18日15時初步統計，全省60個縣市、425個鄉鎮受災，直接經濟損失37億3000萬圓人民幣，受災人口3,155,000人，倒塌房屋9,600間，撤離居民709,000人。

#### 江西
5月16日8時～5月18日14時在贛州、撫州兩市有20個縣市雨量超過50毫米，會昌、瑞金、安遠等地雨量超過100毫米，以會昌133.8毫米最大。

### 台灣

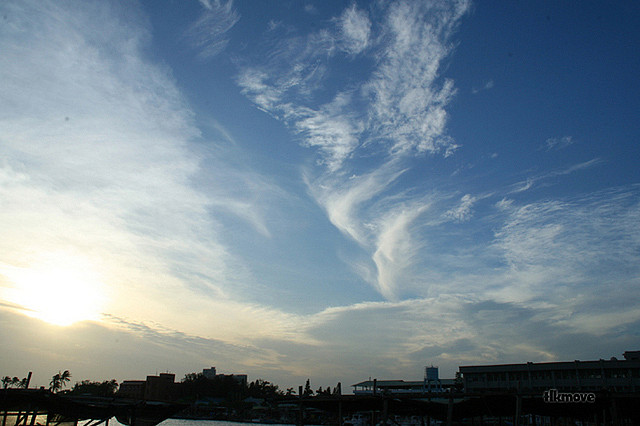
颱風珍珠吹襲台灣台南市安平區的情況

- 當地評定之巔峰強度分級：（CWB）
- 當地評定之最高持續風速：48每秒（93節；170每小時）（十分鐘）
- 當地發佈之颱風警報：海上陸上颱風警報

中央氣象局於5月16日下午17時30分發布海上颱風警報，警戒範圍為台灣海峽、巴士海峽及東沙島海面。17日清晨，針對金門、澎湖發佈陸上颱風警報。上午8時30分再將台灣北部海面納入警戒區。下午14時30分，台中以南、台南以北納入警戒區；17時30分，陸上警戒範圍擴大至台南以北地區。
5月18日宣布不上班不上課的有金門縣、澎湖縣、台南縣及台南市。連江縣及雲林縣則照常上班，但高中及以下不上課。5月18日11點30分解除台灣本島的颱風警報；17時30分，隨著珍珠減弱並轉化成為溫帶氣旋，中央氣象局解除所有海上、陸上颱風警報。
沒有造成死亡的嚴重災情傳出，只有1人受輕傷。農作物損失則慘重；台灣農糧署截至5月18日上午11時統計，受害面積約391公頃，損害程度35%，換算為無收穫面積是137公頃，損失金額約19,097,000元新台幣。受害較多包括高雄縣、花蓮縣及澎湖縣。受害農作物主要是西瓜、水稻、芒果及番石榴。

## 名称退役
由于珍珠在菲律賓、越南及中國南部造成災難性破壞。為此颱風委員會決定將「珍珠」除名，新名稱由「三巴」取代。

## 熱帶氣旋警告使用紀錄

### 台灣
| 交通部中央氣象局 颱風警報 | 交通部中央氣象局 颱風警報 | 交通部中央氣象局 颱風警報 |
| ------------------------- | ------------------------- | ------------------------- |
| 上一熱帶氣旋              | 海上颱風警報              | 下一熱帶氣旋              |
| 強烈颱風龍王              | 海上颱風警報              | 強烈颱風艾維尼            |
| 強烈颱風龍王              | 陸上颱風警報              | 輕度颱風碧利斯            |

### 香港
| 香港天文台 熱帶氣旋警告信號 | 香港天文台 熱帶氣旋警告信號 | 香港天文台 熱帶氣旋警告信號 |
| --------------------------- | --------------------------- | --------------------------- |
| 上一熱帶氣旋                | 一號戒備信號                | 下一熱帶氣旋                |
| 強颱風達維                  | 一號戒備信號                | 熱帶風暴拉華                |
| 強颱風達維                  | 三號強風信號                | 颱風派比安                  |

### 澳門
| 地球物理暨氣象局 熱帶氣旋信號 | 地球物理暨氣象局 熱帶氣旋信號 | 地球物理暨氣象局 熱帶氣旋信號 |
| ----------------------------- | ----------------------------- | ----------------------------- |
| 上一熱帶氣旋                  | 一號風球                      | 下一熱帶氣旋                  |
| 颱風達維                      | 一號風球                      | 熱帶風暴拉華                  |
| 颱風達維                      | 三號風球                      | 颱風派比安                    |

## 外部連結
- （英文）https://web.archive.org/web/20090826230250/http://metocph.nmci.navy.mil/jtwc.php 聯合颱風警報中心首頁
- （繁體中文）http://www.cwb.gov.tw（页面存档备份，存于） 中央氣象局首頁
- （日語）http://www.jma.go.jp/jma/index.html（页面存档备份，存于） 日本氣象廳首頁
- （英文）http://www.pagasa.dost.gov.ph/（页面存档备份，存于） 菲律賓大氣地球物理和天文管理局首頁
- （繁體中文）http://www.hko.gov.hk（页面存档备份，存于） 香港天文台首頁
- （繁體中文）http://www.smg.gov.mo（页面存档备份，存于） 澳門地球物理暨氣象局首頁